# 가네자와정
가나자와정(金沢町)은 아키타현 북동부에 위치했던 정이다. 

## 역사
- 1889년 4월 1일 - 정촌제 시행에 의해 가네자와촌이 탄생하였다.
- 1897년 8월 31일 - 정으로 승격해 가네자와정이 되었다.
- 1956년 9월 30일 - 요코테시에 편입되었다.